# Quebrada Honda (Caracas)
La Quebrada Honda nace en barriada de Sarría en Caracas al margen de los linderos del parque nacional El Ávila su principal afluente la quebrada San Lázaro gran parte de su curso se halla embaulado y corre debajo de la ciudad, desemboca en el río Guaire por los lados de Plaza Venezuela luego de cruzar el Parque Los Caobos.